# Тина Мари
Ти́на Мари́ (англ. Teena Marie), настоящее имя Мэри Кристин Брокерт (англ. Mary Christine Brockert; 5 марта 1956 года, Санта-Моника, Калифорния, США — 26 декабря 2010 года, Пасадина, Калифорния, США) — американская певица, автор песен, ритм-гитаристка, клавишница и музыкальный продюсер.

## Биография

### Юность
Мэри Кристин Брокерт родилась 5 марта 1956 года в Санта-Монике, штат Калифорния, в семье Томаса Лесли Брокерта, строителя и Мэри Энн, реставратора. Раннее детство она провела в Мишн-Хиллз, штат Калифорния. Её предками были пуэрториканцы, португальцы, итальянцы, ирландцы и коренные американцы.

### Карьера
Начала выступать в восьмилетнем возрасте. В 19 лет она познакомилась с легендарным музыкантом Риком Джеймсом, который помог ей записать и выпустить в 1979 году её дебютный альбом — Wild and Peaceful, с хитом — одноимённой автобиографической композицией Fire and Desire. Имела репутацию самой талантливой белой исполнительницы традиционной «чёрной» музыки — соула и R&B. Её самые известные песни — «Lovergirl», «Ooo La La La», «Lead Me On» — записаны в 1980-е годы.
Выпустила 13 альбомов. Самым успешным считается Starchild (1984). Песня «Lovergirl» стала высшим достижением Тины — сингл занял 4-е место в чарте Billboard Hot 100 в марте 1985 года и 9-е ― в чарте R&B. Позднее она вошла в саундтрек фильма «Госпожа горничная». В 1986 году сингл «Ooo La La La» достиг 1-й строчки в чарте Billboard. В 2005 году Тина была номинирована на Grammy за «лучшее женское R&B вокальное исполнение».
Сыграла одну из ролей в известном телесериале «Деревенщина из Беверли-Хиллз».
Её именем был назван весьма значимый для музыкальной отрасли судебный прецедент. В начале 1980-х годов Мари попыталась уйти с Motown, который отказывался выпускать её новые записи и не давал разрешения расторгнуть контракт. Дело окончилось судом и полной победой исполнительницы. С этого времени лейблы лишились права удерживать артистов у себя, не выпуская их новый материал.
На момент своей смерти Тина Мари была в процессе завершения своего 14-го альбома Beautiful. Он был закончен посмертно ее дочерью Алией Роуз и выпущен 15 января 2013 года.

### Личная жизнь
Тина Мари никогда не была замужем. В 1991 году она родила дочь по имени Алия Роуз. По состоянию на 2009 год Алия Роуз поет под именем Роуз Лебо.
Она была крёстной матерью дочери Марвина Гэя, Ноны Гэй, а также американской актрисы и комика Майи Рудольф. Ленни Кравиц опубликовал видео, в котором рассказал, что Тина Мари заботилась о нём и всячески помогала в начале его карьеры.

### Смерть
В 2004 году, когда Тина Мари спала в гостиничном номере, большая рамка для картины упала и сильно ударила её по голове. Удар вызвал серьёзное сотрясение мозга, которое вызывало кратковременные припадки эпилепсии в течение всей дальнейшей жизни певицы.
Днем 26 декабря 2010 года она была найдена мёртвой в своём доме в Пасадене своей дочерью Алией Роуз. 30 декабря 2010 года коронер округа Лос-Анджелес произвёл вскрытие, которое не обнаружило никаких признаков явной травмы или видимой причины смерти и заключило, что она умерла от естественных причин. Месяц назад у неё случился генерализованный тонико–клонический припадок.
Поминальная служба состоялась на кладбище Голливуд-Хиллз 10 января 2011 года. Среди присутствующих были Стиви Уандер, Денис Уильямс, Смоки Робинсон, Куин Латифа, Лизарэй Маккой-Мисик, Синдбад, Тичина Арнольд, Шанис и Берри Горди.

## Дискография
- Wild and Peaceful[англ.] (1979)
- Lady T[англ.] (1980)
- Irons in the Fire[англ.] (1980)
- It Must Be Magic[англ.] (1981)
- Robbery[англ.] (1983)
- Starchild[англ.] (1984)
- Emerald City[англ.] (1986)
- Naked to the World[англ.] (1988)
- Ivory[англ.] (1990)
- Passion Play[англ.] (1994)
- La Doña[англ.] (2004)
- Sapphire[англ.] (2006)
- Congo Square[англ.] (2009)